# Deus ex machina (spectacle)
Pour les articles homonymes, voir Deus ex machina (homonymie).
Deus ex machina est un spectacle créée et mis en scène par Stéphane Anière au Palais des congrès de Paris en 2012. 

## Concept
Cette épopée fantastique est à la convergence de différentes formes d'expressions artistiques comme la danse, l'acting, les arts martiaux, avec des interactions cinématographiques sur écran géant. Le spectacle se déroule comme un film sur scène avec une succession de 25 tableaux pour une durée totale de 2h30 avec un entracte.

## Artistes
Une troupe de 110 artistes dont le danseur Brice "Skorpion" Larrieu, le comédien Alain Figlarz, le bodybuilder Jamel El Gharbi ou le chanteur lyrique Fabrice di Falco retracent la guerre des Dieux à travers les âges. La bande originale du spectacle est composée par Romain Paillot et interprétée par le Macedonian Symphonic Radio Orchestra, les personnages des Dieux arborent d'impressionnants body painting élaborés par Amélie Sane, et un livret BD dessiné par Christophe Bec accompagne l'événement.

## Synopsis
Deus ex machina s'ouvre en 2015 dans un complexe militaire où ont été analysés des vestiges datant du IIe millénaire av. J.-C., notamment des tablettes et un glaive, d'un alliage encore inconnu sur terre, scellée dans la roche. Une partie des symboles identifiés sur ces vestiges révèlent les mots « Dieux », « Ciel », « Prison » et « Pandore ». La suite du code devant être transcrite sous forme de mélodie, une pianiste est convoquée pour la déchiffrer. La concertiste entame alors le « Chant des Dieux » et dès les premières notes, l'épée s'illumine laissant apparaître une créature extraordinaire : Mal'Hak. S'en suivra une plongée fabuleuse dans la guerre des Dieux sous forme de flashback.

## Spin Off
Stéphane Anière crée un Spin Off du spectacle en 2013 intitulé Deus ex machina - In tenebris au théâtre de l'Avant-Seine. Ce spectacle est centré sur la guerre de Troie et propose également une relecture du mythe de Pandore. Une troupe de 25 artistes portent cette fresque épique,,,,,.